# 264033 Boris-Mikhail
264033 Boris-Mikhail este o planetă minoră (asteroid) din centura de asteroizi. A fost descoperită pe 26 august 2009 la  de Filip Fratev⁠(d). 
Obiectul prezintă o orbită caracterizată de o semiaxă mare de 2,7289755029799 UAi, o excentricitate de 0,03, o înclinație de 6,7 ° în raport cu ecliptica.